# Luis Coronel de Palma
Luis Coronel de Palma, marquès de Tejada (Madrid, 1925 - 28 d'agost de 2000) fou un economista i diplomàtic espanyol, governador del Banc d'Espanya durant els darrers anys del franquisme.

## Biografia
Llicenciat en Dret, va aprovar les oposicions per a notari i el Cos d'Advocats de l'Estat. Membre de l'Associació Catòlica Nacional de Propagandistes, durant el franquisme, entre altres càrrecs, el van nomenar cap del gabinet tècnic del Ministeri d'Hisenda i subdirector general d'estalvi i inversions. De 1961 a 1971 també fou procurador en Corts designat per l'Organització Sindical.
Entre 1970 i 1976 fou nomenat Governador del Banc d'Espanya. De 1976 a 1977 fou ambaixador d'Espanya a Mèxic. En tornar fou nomenat Director General de la Confederació Espanyola de Caixes d'Estalvis, càrrec del qual dimitirà en 1983, i en 1980 director de Finanzauto
En 1986 fou nomenat vicepresident del Banco Central, càrrec que va ocupar fins a la seva fusió amb el Banco Hispano Americano en 1991. Des de 1991 fins a seva jubilació en 1997 va figurar com a vicepresident del Banco Central Hispano. A més, també fou vicepresident d'Unión Fenosa i president de Cristaleria Española.
Des del 1968 era membre corresponent de la Reial Acadèmia de Ciències Econòmiques i Financeres. Fou condecorat amb la Gran Creu d'Isabel la Catòlica, la Gran Creu del Mèrit Civil i la Gran Creu del Mèrit Militar.